# サイバネティックス
サイバネティックス（英語: cybernetics）は、通信工学と制御工学を融合し、生理学、機械工学、システム工学、さらには人間、機械の相互関係（コミュニケーション）を統一的に扱うことを意図して作られ、発展した学問。一見無関係に見える複数の学問分野を、フィードバック制御という抽象的かつ共通のモデルを用いて説明可能にした。
語源はギリシャ語で「（船の）舵を取る者」を意味するキュベルネーテース（ギリシア語: Κυβερνήτης）。ノーバート・ウィーナー(Norbert Wiener) が第二次世界大戦中に学際研究として構想し、戦後の1948年の著書「サイバネティクス」において「動物と機械における通信と制御」の問題について考察し、フィードバック制御という観点で抽象的に捉えると、通信工学、制御工学、神経生理学、心理学、社会学を同じ俎上（そじょう）に載せることができると提案している。
当時はまだ情報理論の発展普及する前で、自動制御とフィードバックがそれぞれ発展しても、両方の関連が認識されることすら年数を要したという時代であった。
1970年代にはサイバーシン計画など、未知への挑戦としてサイバネティックスを積極的に社会実装する動きがあった。情報化が大きく進んだ21世紀では当たり前のように用いられている考え方であって、特段に取り上げられることは無くなった。

## 日本での影響
日本では、ロゲルギストの集まりがサイバネティックスに刺激を受けたものとして知られる。また、鉄道におけるコンピュータ導入としては、穂坂衛らによる座席予約（マルス (システム)#開発の経緯）や近鉄と日本電気によるそれが初期のものとして知られるが、他の流れとして国鉄電気局通信課の小田達太郎によって通信分野を主として国鉄にサイバネティックスがもたらされ、日本鉄道サイバネティクス協議会などにサイバネティクスの名が付いている。

## フィクションとサイバネティックス
サイバーパンクなどのSFにおいては、そうした学問の成果によって作られた技術・装置を指して「サイバネティックス」と呼ぶこともある。機械と人間の融合物を意味する「サイボーグ」もしばしば使われる。またそういったSFなどで、コンピュータの応用を指して漠然と「サイバー」の語が使われることがあり、そういった場合に接頭辞「サイバー」を「電脳」と訳すこともしばしば見られる（「サイバースペース」を「電脳空間」、など）。
近年では「サイバー」という接頭辞がフィクションの枠を超えて使われることもある。日本では「インターネットを使用した事件」といった文脈でインターネットなどを指して「サイバースペース」の語が使われることがあり、そういった警察の部署名などに「サイバー」という語が使われている。またコンピュータやネットワークを介する攻撃や犯罪はしばしば「サイバー攻撃」や「サイバー犯罪」と呼ばれる。